# Juan de Iriarte
Juan de Iriarte, né le 15 décembre 1702 à Puerto de la Cruz et mort le 23 août 1771 à Madrid, est un écrivain espagnol.

## Biographie
Il se fixa à Madrid en 1724, fut précepteur du duc d'Albe et de Manuel, infant de Portugal, puis garde de la bibliothèque royale de Madrid, qu'il enrichit de 2000 manuscrits.
On a de lui, entre autres ouvrages, une Grammaire latine en vers castillans, avec une nouvelle méthode (1771). Membre de l'Académie royale espagnole, il fut l'un des principaux collaborateurs de la Grammaire et du Dictionnaire espagnols, publiés par cette société.

## Source
Cet article comprend des extraits du Dictionnaire Bouillet. Il est possible de supprimer cette indication, si le texte reflète le savoir actuel sur ce thème, si les sources sont citées, s'il satisfait aux exigences linguistiques actuelles et s'il ne contient pas de propos qui vont à l'encontre des règles de neutralité de Wikipédia.